# Fuirena bullifera
Fuirena bullifera är en halvgräsart som beskrevs av Jean Raynal och Helmut Roessler. Fuirena bullifera ingår i släktet Fuirena och familjen halvgräs. Inga underarter finns listade i Catalogue of Life.